# Liste der Biografien/Ley
Liste der Biografien |
Portal Biografien |
Personensuche
# |
A |
B |
C |
D |
E |
F |
G |
H |
I |
J |
K |
L |
M |
N |
O |
P |
Q |
R |
S |
T |
U |
V |
W |
X |
Y |
Z |
?
 
La |
Lb |
Lc |
Le |
Lg |
Lh |
Li |
Lj |
Ll |
Lm |
Lo |
Lp |
Lt |
Lu |
Lv |
Lw |
Lx |
Ly |
Lz
 
Lea |
Leb |
Lec |
Led |
Lee |
Lef |
Leg |
Leh |
Lei |
Lej |
Lek |
Lel |
Lem |
Len |
Leo |
Lep |
Leq |
Ler |
Les |
Let |
Leu |
Lev |
Lew |
Lex |
Ley |
Lez
Die Liste der Biografien führt alle Personen auf, die in der deutschsprachigen Wikipedia einen Artikel haben. Dieses ist eine Teilliste mit 267 Einträgen von Personen, deren Namen mit den Buchstaben „Ley“ beginnt.

## Ley
- Ley López, Ismael Sergio (* 1941), mexikanischer Botschafter
- Ley, Adolf (1876–1947), deutscher Pfarrer und Politiker
- Ley, Aenne (1912–2010), deutsche Politikerin (FDP), Dezernentin in Mainz
- Ley, Alfred (1873–1945), Pionier des deutschen Automobilbaus
- Ley, Astrid (* 1974), deutsche Architektin
- Ley, Daniel (1812–1884), bayerischer Politiker und Unternehmer
- Ley, Debora (* 1978), mexikanische Umwelt- und Energiewissenschaftlerin
- Ley, Eduard (1841–1925), deutscher Unternehmer
- Ley, Eggy (1928–1995), britischer Jazzmusiker und Radioproduzent
- Ley, Elly (1888–1982), deutsche Politikerin (DVP, FDP), MdBB
- Ley, François Xavier (1863–1941), elsässischer Metzgermeister und Landtagsabgeordneter
- Ley, Fritz (1901–1980), deutscher Schauspieler bei Bühne und Film Synchronsprecher
- Ley, Gisela (1940–2013), deutsche Politikerin (SPD), MdL
- Ley, Gritta (1898–1986), deutsche Schauspielerin
- Ley, Hannah (* 1970), deutsche Autorin und SchauspielerinHannah Ley (* 1970)

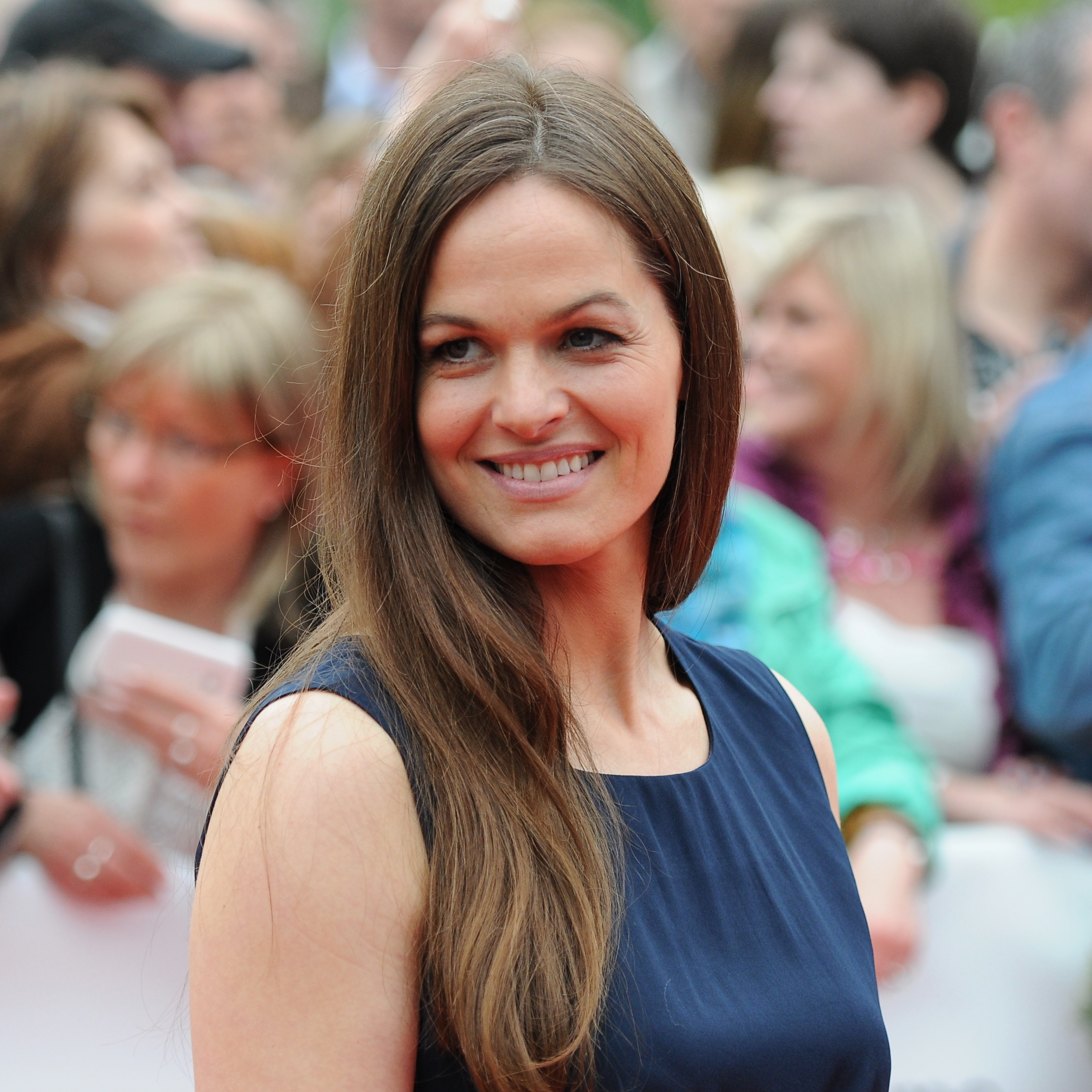
Hannah Ley (* 1970)

- Ley, Hans (1954–2015), deutscher Politiker (CDU)
- Ley, Hedwig Maria (1888–1978), deutsche Bildhauerin
- Ley, Heinrich (1872–1938), deutscher Chemiker
- Ley, Hellmut (1909–1973), deutscher Chemiker und Vorstandsvorsitzender der Metallgesellschaft AG
- Ley, Hermann (1845–1930), deutscher Organist, Chorleiter und Komponist
- Ley, Hermann (1911–1990), deutscher Philosophiehistoriker
- Ley, Inga (1916–1942), Ehefrau von Robert Ley
- Ley, Josef (1918–1996), deutscher Politiker (FDP)
- Ley, Karsten (* 1974), deutscher Architekt, Stadtplaner und Hochschullehrer
- Ley, Katharina (* 1979), deutsche Schauspielerin
- Ley, Lya (1899–1992), österreichisch-deutsche Theater- und Stummfilmschauspielerin
- Ley, Margaretha (1933–1992), schwedische Modeschöpferin und Unternehmerin
- Ley, Maria (1898–1999), österreichische Tänzerin
- Ley, Marie-Theres (* 1940), deutsche Politikerin (CDU), MdL
- Ley, Michael (1955–2023), deutscher Politikwissenschaftler
- Ley, Norbert (1903–1983), deutscher Volkswirt
- Ley, Otto (1903–1977), deutscher Motorradrennfahrer
- Ley, Raymond (* 1958), deutscher Filmemacher und Regisseur
- Ley, Rick (* 1948), kanadischer Eishockeyspieler und -trainer
- Ley, Robert (1890–1945), deutscher Politiker (NSDAP), MdR, Leiter der Deutschen Arbeitsfront in der Zeit des NationalsozialismusRobert Ley (1890–1945)

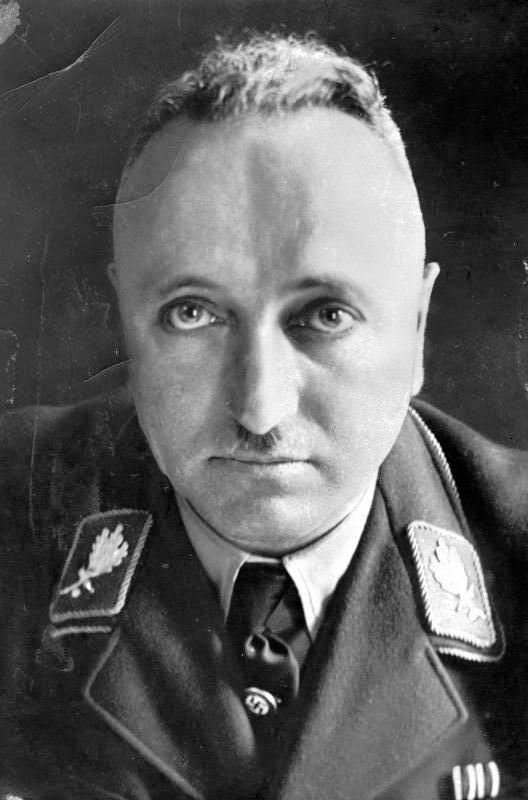
Robert Ley (1890–1945)

- Ley, Rudolf (1839–1901), deutscher Erfinder und Unternehmer
- Ley, Ruth (* 1970), britische Mikrobiologin
- Ley, Sabrina van der (* 1967), niederländische Kunsthistorikerin und Museumsleiterin
- Ley, Salvador (1907–1985), guatemaltekischer Pianist und Komponist
- Ley, Sascha (* 1967), deutsch-luxemburgische Schauspielerin, Sängerin, Songwriterin und Komponistin
- Ley, Sophie (1849–1918), deutsche Landschafts-, Stillleben- und Blumenmalerin sowie Lithografin
- Ley, Stephan (1867–1964), deutscher Autor und Beethovenforscher
- Ley, Steven (* 1945), britischer Chemiker
- Ley, Thomas John (1880–1947), australischer Rechtsanwalt, Politiker, Geschäftsmann und Mörder
- Ley, Wilfried (1944–2023), deutscher Ingenieur und Hochschullehrer
- Ley, Willy (1906–1969), deutsch-amerikanischer Raketenkonstrukteur, Publizist und Mitbegründer des weltweit ersten Raketenflugplatzes in Berlin

### Leya
- Leya Iseka, Aaron (* 1997), belgisch-kongolesischer Fußballspieler

### Leyb
- Leybach, Ignace Xavier Joseph (1817–1891), französischer Komponist und Organist
- Leybold, Eduard Friedrich (1798–1879), österreichischer Porträtmaler
- Leybold, Ernst (1824–1907), deutscher Unternehmer
- Leybold, Friedrich (1827–1879), deutscher Botaniker
- Leybold, Hans (1892–1914), deutscher expressionistischer Dichter
- Leybold, Heinrich Gustav Adolf (1794–1855), österreichischer Maler und Kupferstecher
- Leybold, Johann Friedrich (1755–1838), deutscher Miniaturmaler und Kupferstecher
- Leybold, Karl Jakob Theodor (1786–1844), deutscher Maler, Kupferstecher und Lithograf
- Leybold, Ludwig (1833–1891), deutscher Architekt und kommunaler Baubeamter, Stadtbaurat in Augsburg
- Leyborne, William Leyborne (1744–1775), britischer Kolonialadministrator
- Leybourne, Juliana († 1367), englische Adelige
- Leybrand, Hanna (1945–2017), deutsche Schriftstellerin, Rezitatorin und Sängerin

### Leyc
- Leycang El Grandioso (* 1992), venezolanischer Sänger, Schauspieler und Komponist
- Leycester, Peter (1614–1678), englischer Antiquar und Historiker
- Leyckes, Dennis (* 1982), deutscher Zehnkämpfer

### Leyd
- Leyda, Jay (1910–1988), US-amerikanischer Filmhistoriker, Literaturkritiker
- Leyde, Emil (* 1879), Regisseur, Drehbuchautor, Kameramann und Filmproduzent
- Leydecker, Karin (1954–2020), deutsche Architekturkritikerin
- Leydecker, Melchior (1642–1721), niederländischer reformierter Theologe
- Leydecker, Wilfried (* 1941), deutscher Fußballspieler
- Leydel, Adam Franz Friedrich (1783–1838), deutscher Architekt und Baumeister des Klassizismus
- Leydel, Georg Peter (1768–1826), deutscher Architekt des Klassizismus
- Leydel, Johann Georg (1721–1785), deutscher Baumeister des Rokoko
- Leydel, Martin (1747–1817), Baumeister des Klassizismus
- Leydel, Michael (1749–1782), deutscher Architekt des Rokoko und Klassizismus
- Leyden, Casimir von (1852–1938), deutscher Gesandter
- Leyden, Ernst von (1832–1910), deutscher Mediziner
- Leyden, Friedrich (1891–1944), deutscher Geograf und Diplomat
- Leyden, Johann Marian von, Landrichter von Schärding und Mitglied des Direktoriums des Braunauer Parlaments
- Leyden, Karin van (1906–1977), deutsch-amerikanische Malerin und Designerin
- Leyden, Lucas van (1494–1533), holländischer Maler und Kupferstecher der RenaissanceLucas van Leyden (1494–1533)

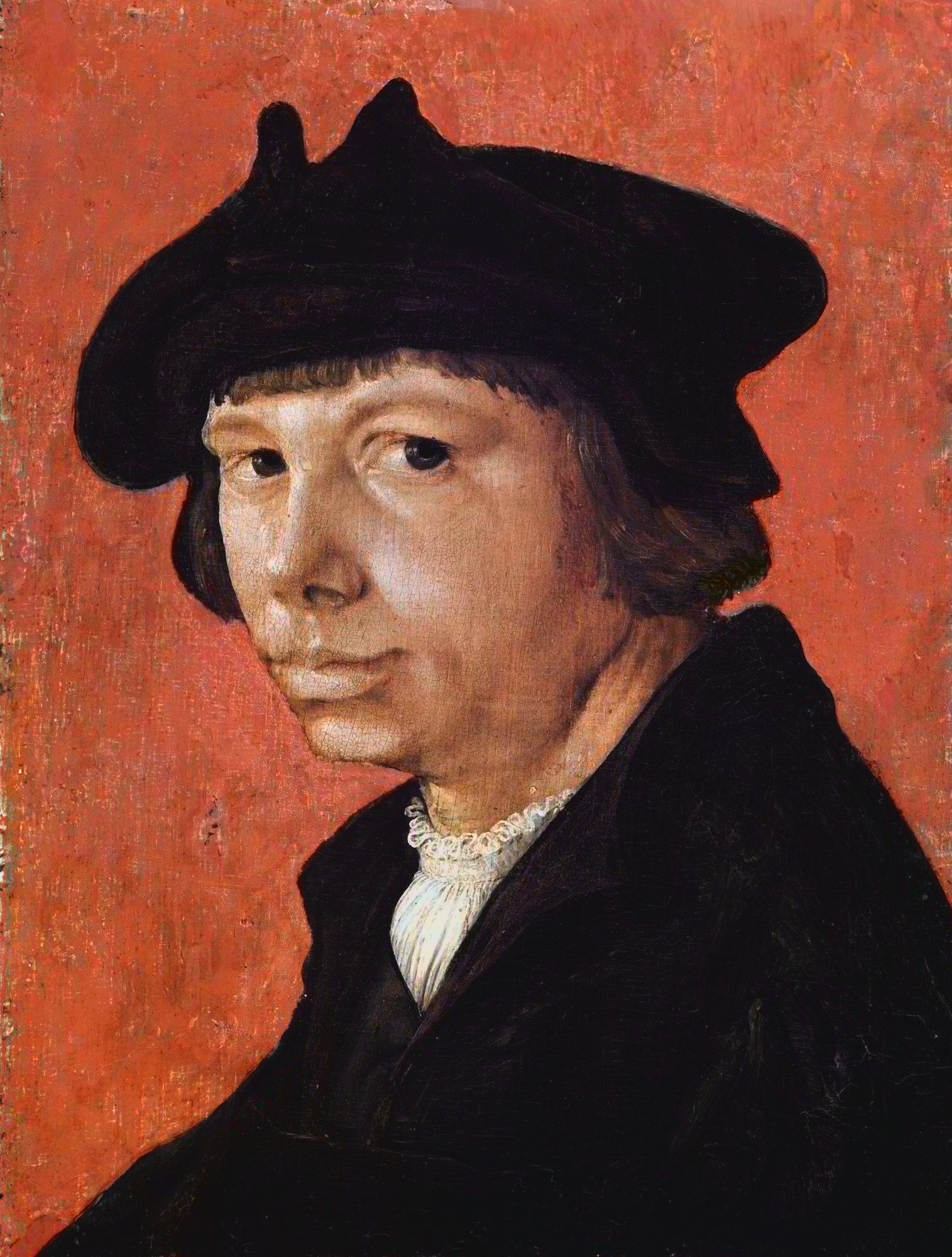
Lucas van Leyden (1494–1533)

- Leyden, Marie von (1844–1932), deutsche Frauenrechtlerin
- Leyden, Paul (* 1972), australischer Schauspieler, Regisseur, Filmproduzent und Drehbuchautor
- Leyden, Terry (* 1945), irischer Politiker
- Leyder, Pit (* 1997), luxemburgischer Radsportler
- Leydet, Victor (1845–1908), französischer Politiker, Mitglied der Nationalversammlung
- Leydhecker, Wolfgang (1919–1995), deutscher Augenarzt
- Leydig, Franz von (1821–1908), deutscher Zoologe und vergleichender Anatom
- Leyding, Georg Dietrich (1664–1710), deutscher Organist und Komponist
- Leyding, Hans (1913–1986), deutscher Politiker (SPD), MdHB
- Leyding, Johann Dieterich (1721–1781), deutscher Fabeldichter, Lyriker und Publizist
- Leyding, John (1909–1998), deutscher Politiker (SPD), MdHB und Hamburger Senator
- Leydolt, Franz (1810–1859), österreichischer Mineraloge, Zoologe, Botaniker und Hochschullehrer
- Leydon-Davis, Oliver (* 1990), neuseeländischer Badmintonspieler
- Leydon-Davis, Susannah (* 1992), neuseeländische Badmintonspielerin
- Leyds, Willem Johannes (1859–1940), südafrikanischer Botschafter

### Leye
- Leye, Christian (* 1981), deutscher Politiker (BSW, Die Linke), MdBChristian Leye (* 1981)

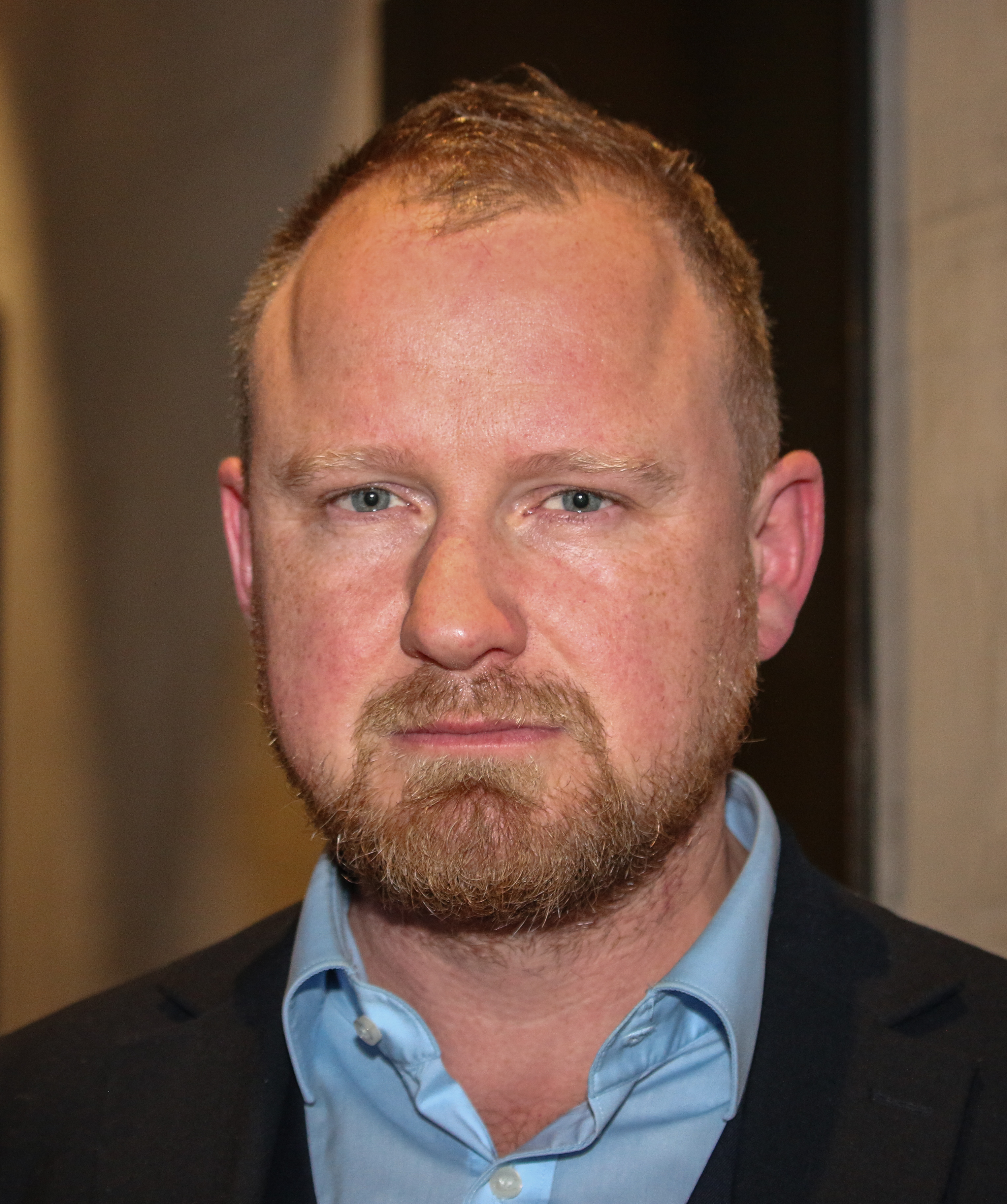
Christian Leye (* 1981)

- Leye, Mbaye (* 1982), senegalesischer Fußballspieler und -trainer
- Leyen zu Nickenich, Heinrich Ferdinand von der († 1714), katholischer Geistlicher
- Leyen, Adolf von der († 1698), deutscher Textilunternehmer
- Leyen, Alfred von der (1844–1934), deutscher Jurist, Eisenbahnwissenschaftler, Hochschullehrer
- Leyen, Bartholomäus von der († 1587), Domdechant in Trier und Domherr in Münster
- Leyen, Damian Hartard von der (1624–1678), Erzbischof von Mainz, Bischof von Worms
- Leyen, Erwein von der (1798–1879), zweiter Fürst von der Leyen
- Leyen, Erwein von der (1863–1938), Fürst von der Leyen, bayerischer Gutsbesitzer
- Leyen, Eugenie von der (1867–1929), deutsche Prinzessin, römisch-katholische Visionärin und Autorin
- Leyen, Franz Karl von der (1736–1775), deutscher Reichsgraf
- Leyen, Friedrich Ferdinand von der (1709–1760), Reichsgraf
- Leyen, Friedrich Heinrich von der (1769–1825), deutscher Unternehmer und Bürgermeister von Krefeld
- Leyen, Friedrich von der (1873–1966), deutscher Germanist und Volkskundler
- Leyen, Heiko von der (* 1955), deutscher Arzt und HochschullehrerHeiko von der Leyen (* 1955)

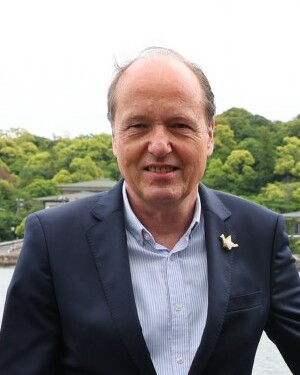
Heiko von der Leyen (* 1955)

- Leyen, Helene von der (1874–1950), deutsche Porträtmalerin und Radiererin
- Leyen, Joachim Freiherr von der (1897–1945), Jurist und deutscher Verwaltungsbeamter (NSDAP)
- Leyen, Johann VI. von der († 1567), Erzbischof und Kurfürst von Trier (1556–1567)
- Leyen, Karl Kaspar von der (1618–1676), deutscher Geistlicher und Erzbischof und Kurfürst von Trier (1652–1676)
- Leyen, Karl Kasper Franz von der (1655–1739), Kaiserlicher Wirklicher Geheimer Rat
- Leyen, Katharina von der (* 1964), deutsche Schriftstellerin und freie Journalistin
- Leyen, Marianne von der (1745–1804), deutsche Gräfin und Regentin von Blieskastel
- Leyen, Michael von der († 1577), kurkölner und kurtrierischer Rat und Domherr in Münster
- Leyen, Philipp von der (1766–1829), erster Fürst von der Leyen
- Leyen, Philipp von der (1819–1882), dritter Fürst von der Leyen
- Leyén, Regla (* 1979), kubanische Judoka
- Leyen, Ruth von der (1888–1935), deutsche Sozialarbeiterin und Reformerin der Psychopathenfürsorge
- Leyen, Ursula von der (* 1958), deutsche Politikerin (CDU), Präsidentin der Europäischen KommissionUrsula von der Leyen (* 1958)

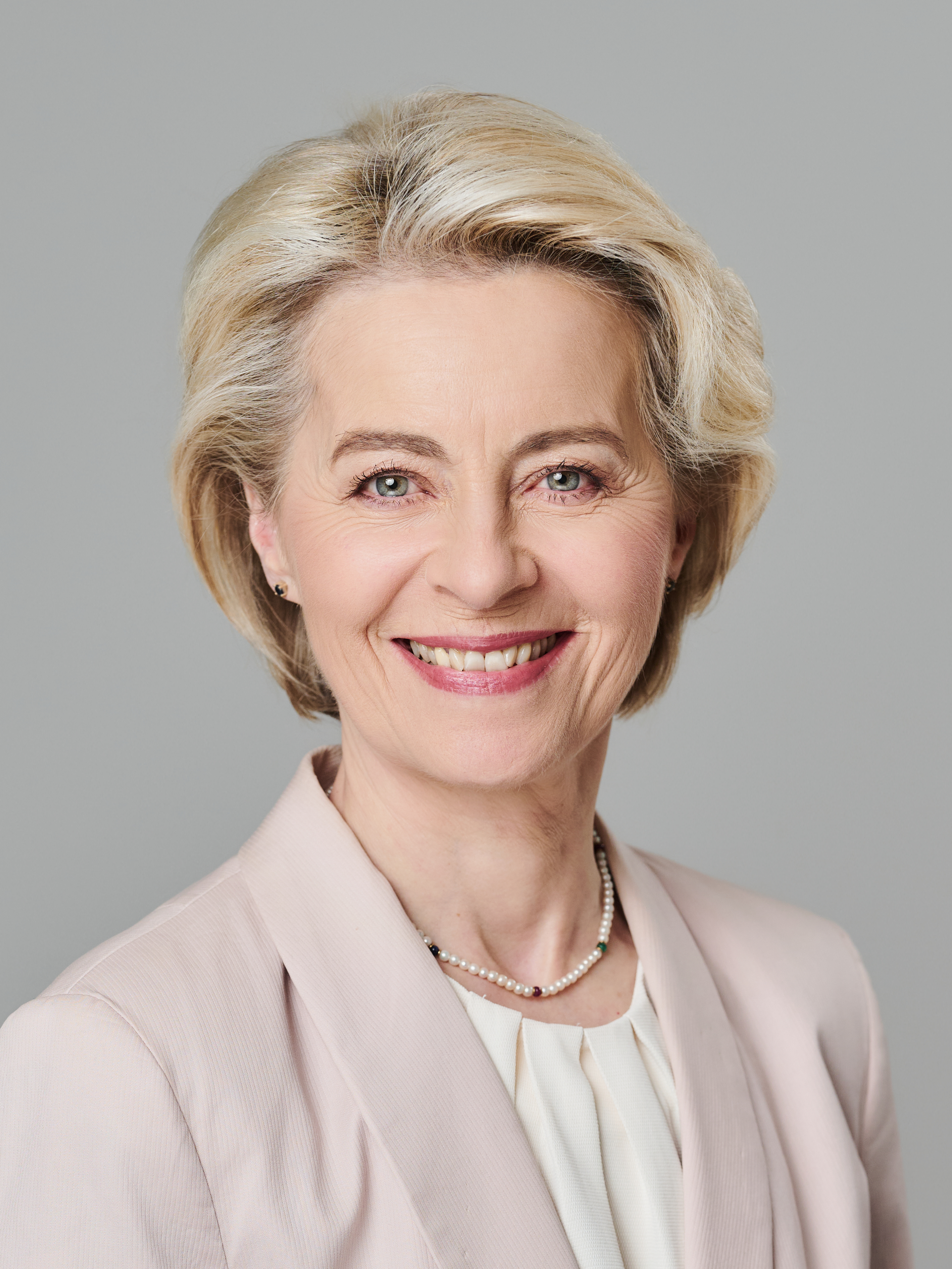
Ursula von der Leyen (* 1958)

- Leyen-Bloemersheim, Friedrich von der (1854–1935), preußischer Verwaltungsbeamter, Bürgermeister und Landrat
- Leyenberg, Hans-Joachim (* 1943), deutscher Journalist
- Leyendecker, August (1873–1937), deutscher Jurist
- Leyendecker, Birgit, deutsche Entwicklungspsychologin und Hochschullehrerin
- Leyendecker, Christoph (1943–2016), deutscher Pädagogischer Psychologe und Autor
- Leyendecker, Gudrun (* 1948), deutsche Buchautorin
- Leyendecker, Hans (* 1949), deutscher JournalistHans Leyendecker (* 1949)

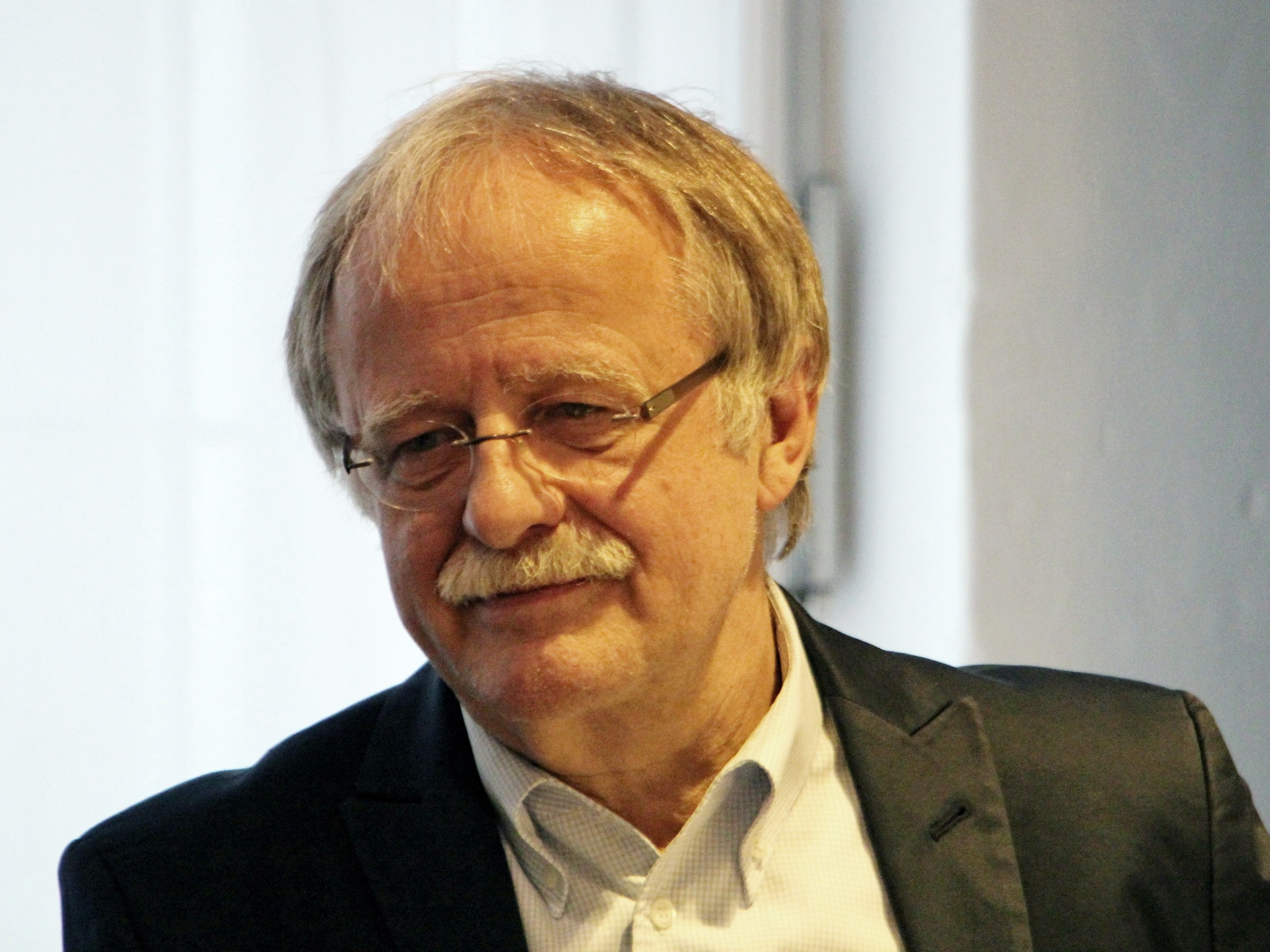
Hans Leyendecker (* 1949)

- Leyendecker, Herbert (1885–1958), deutscher Philosoph und Galerist
- Leyendecker, Johann Josef (1810–1867), deutscher Maler
- Leyendecker, Joseph Christian (1874–1951), US-amerikanischer Zeichner und Illustrator
- Leyendecker, Mathias (1821–1871), deutscher Maler
- Leyendecker, Melanie (* 1985), deutsche Schauspielerin
- Leyendecker, Michael, deutscher römisch-katholischer Geistlicher, Abt von Marienstatt
- Leyendecker, Sigrid (* 1977), deutsche Ingenieurin und Hochschullehrerin
- Leyendecker, Ulrich (1946–2018), deutscher Komponist
- Leyendecker, Wilhelm (1816–1891), deutscher Unternehmer und Kommunalpolitiker
- Leyens, Christoph (* 1967), deutscher Ingenieur, Werkstoffwissenschaftler und Hochschullehrer
- Leyens, Erich (1898–2001), deutsch-US-amerikanischer Kaufmann, Autor und Überlebender des Holocaust
- Leyens, Patrick C. (* 1974), deutscher Rechtswissenschaftler
- Leyer, Roland (* 1965), deutscher Stuntman, Stuntcoordinator, Regisseur
- Leyer-Pritzkow, Martin (* 1957), deutscher Kurator und Vermittler von Gegenwartskunst
- Leyers, Hans (1896–1981), deutscher WehrmachtsgeneralHans Leyers (1896–1981)

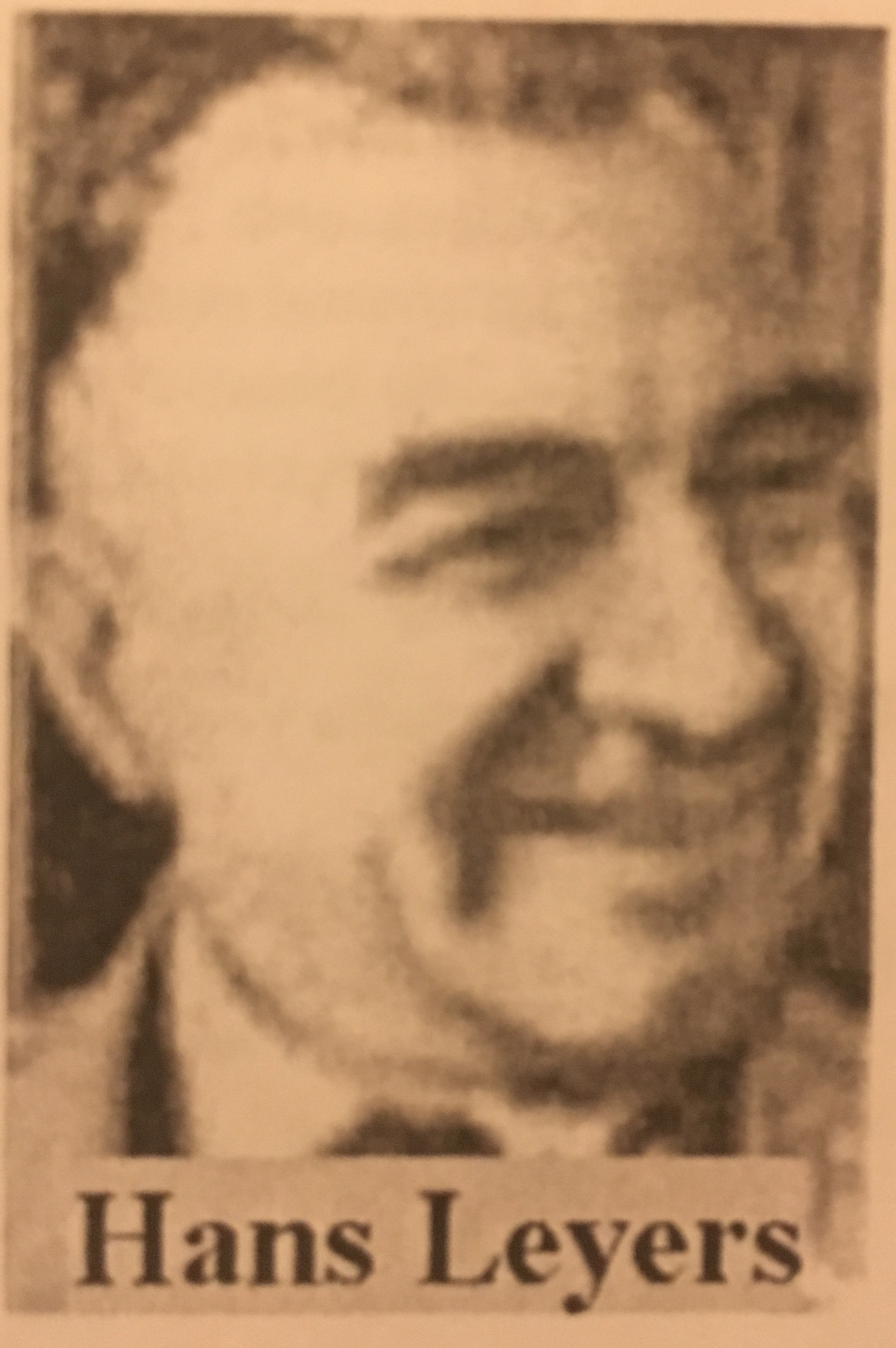
Hans Leyers (1896–1981)

- Leyers, Jan (* 1958), belgischer Sänger
- Leyers, Jurgen (* 1972), belgischer Trance-Musiker
- Leyes, Gabriel (* 1990), uruguayischer Fußballspieler
- Leyes, Miguel (* 1952), argentinisch-chilenischer Fußballspieler

### Leyg
- Leygebe, Ferdinand Gottfried († 1756), deutscher Maler, Zeichenlehrer und Professor für Anatomie
- Leygebe, Gottfried (1630–1683), deutscher Bildhauer, Kupferstecher, Medailleur, Stempelmacher und Zeichner
- Leygebe, Paul Carl (* 1664), deutscher Maler und Professor der Anatomie
- Leygonie, Vincent (* 1997), südafrikanischer BMX-Freestyle-Fahrer
- Leygraf, Hans (1920–2011), schwedischer Pianist, Komponist und Dirigent
- Leygraf, Norbert (* 1953), deutscher Mediziner und forensischer Psychiater
- Leygues, Georges (1857–1933), französischer Politiker, Ministerpräsident und Marineminister

### Leyh
- Leyh, Arvid, deutscher Buchautor, Wissenschaftsjournalist und Podcaster
- Leyh, Dita (* 1977), deutsche Architektin und Stadtplanerin
- Leyh, Dominik (* 1989), deutscher Politiker (CDU)
- Leyh, Georg (1877–1968), deutscher Bibliothekar und Bibliothekswissenschaftler
- Leyh, Maximilian (1879–1952), bayerischer Offizier, Archivar, 1918/47 Leiter des Bayerischen Kriegsarchivs
- Leyh-Griesser, Frowine (1927–2009), deutsche Ärztin und Hochschullehrerin
- Leyhausen, Karl (1899–1931), deutscher Maler
- Leyhausen, Paul (1916–1998), deutscher Zoologe und Verhaltensforscher, der das Verhaltensrepertoire von Katzen untersuchte
- Leyhausen, Wilhelm (1887–1953), Theaterwissenschaftler, Begründer der deutschen Sprechchorbewegung, Dramaturg und Übersetzer
- Leyhe, Henner (1947–2017), deutscher Sänger (Tenor) und Hochschullehrer
- Leyhe, Stephan (* 1992), deutscher Skispringer

### Leyk
- Leyk, Dieter (* 1957), deutscher Offizier, Sportwissenschaftler und Hochschullehrer
- Leyk, Jan (* 1984), deutscher Laiendarsteller, Designer und DJJan Leyk (* 1984)

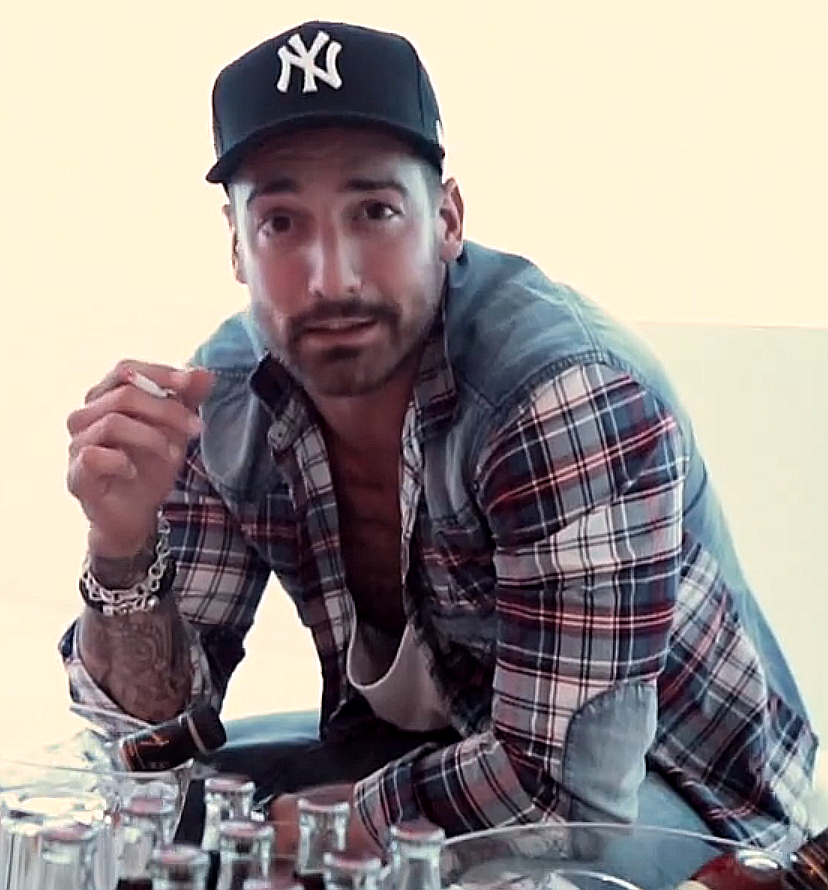
Jan Leyk (* 1984)

- Leykam, Anatol von (1814–1881), Adjutant von Josef Wenzel Radetzky von Radetz und danach österreichischer General
- Leykam, Andreas († 1826), österreichischer Buchdrucker und Verleger
- Leykam, Franz Sebastian Dominicus von (1754–1821), Präsident der Generalkommission für Rheinhessen
- Leykam, Franz Werner von (1814–1883), deutscher Politiker (Zentrum), MdR, Rittergutsbesitzer
- Leykam, Günter (* 1960), deutscher Sänger (Bariton)
- Leykam, Ulrich (* 1948), deutscher Kirchenmusiker
- Leykauf, Julia (* 1987), deutsche Fußballspielerin
- Leyke, Gustav (1851–1910), Stadtrat und Kaufmann

### Leyl
- Leyla Asım Turgut (1911–1988), türkische Architektin
- Leyland, Paul, britischer Astronom und Zahlentheoretiker
- Leyland, Winston (* 1940), US-amerikanischer Autor, Herausgeber und Verleger

### Leym
- Leyman, Ann-Britt (1922–2013), schwedische Sprinterin und Weitspringerin
- Leymang, Gérard (1937–2002), vanuatuischer Priester und Politiker
- Leymann, Heinz (1932–1999), schwedisch-deutscher Betriebswirt, Diplompsychologe, gilt als Pionier in der Mobbingforschung
- Leymarie, Florine de (* 1981), französische Skirennläuferin
- Leymarie, Jean (1919–2006), französischer Kunsthistoriker
- Leymérie, Alexandre Félix Gustave Achille (1801–1878), französischer Geologe und Mineraloge

### Leyn
- Leyn, Wilhelm (1875–1921), deutscher Architekt des Historismus
- Leynaud, Amandine (* 1986), französische Handballspielerin
- Leynaud, Auguste-Fernand (1865–1953), französischer Geistlicher und römisch-katholischer Erzbischof von Algier
- Leynaud, René (1910–1944), französischer Journalist und Dichter
- Leynnwood, Jack (1921–1999), US-amerikanischer Maler, Illustrator und Hochschullehrer

### Leyo
- Leyow, Christine (* 1971), jamaikanische Badmintonspielerin
- Leyow, Maria, jamaikanische Badmintonspielerin
- Leyow, Paul, jamaikanischer Badmintonspieler
- Leyow, Terry (* 1966), jamaikanische Badmintonspielerin

### Leyp
- Leypold, Carl Friedrich von (1809–1882), württembergischer Oberamtmann
- Leypold, Julius von (1806–1874), deutscher Landschaftsmaler
- Leypoldt, Karl Friedrich (1803–1876), deutscher Politiker
- Leypoldt, Otto (1906–1956), deutscher Politiker (CDU), MdL

### Leyr
- Leyrac, Monique (1928–2019), kanadische Sängerin und Schauspielerin
- Leyrer, Edith (* 1943), österreichische SchauspielerinEdith Leyrer (* 1943)

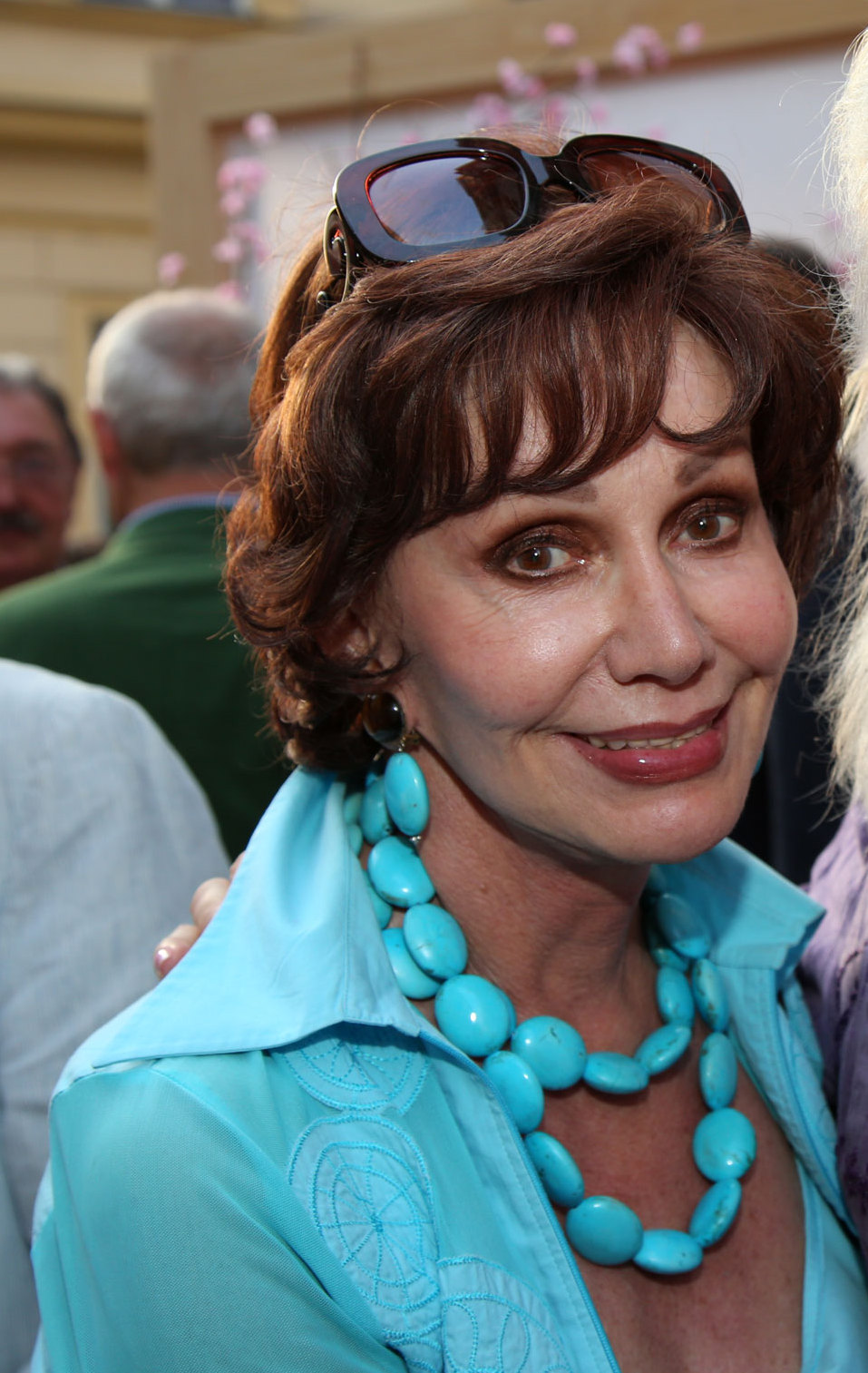
Edith Leyrer (* 1943)

- Leyrer, Katja (* 1949), deutsche Sozialwissenschafterin, Sachbuchautorin und Journalistin
- Leyrer, Rudolf (1857–1939), österreichischer Theaterschauspieler
- Leyrer, Willy (1908–1986), deutscher Schauspieler
- Leyrolles, Damien (* 1969), französischer Basketballtrainer
- Leyroutz, Christian (* 1970), österreichischer Politiker (FPÖ), Abgeordneter zum Kärntner Landtag

### Leys
- Leys, Hendrik (1815–1869), belgischer Maler und Radierer
- Leys, John Kirkwood (1847–1909), schottischer Jurist und Schriftsteller
- Leys, Simon (1935–2014), belgischer Sinologe, politischer Schriftsteller, Essayist und Übersetzer
- Leys-Paschbach, Emil (1853–1927), österreichischer Politiker (CSP), Abgeordneter zum Nationalrat
- Leysen, André (1927–2015), belgischer Geschäftsmann
- Leysen, Fedde (* 2003), belgischer Fußballspieler
- Leysen, Frie (1950–2020), belgische Kuratorin und Direktorin von Theaterfestivals
- Leysen, Johan (1950–2023), flämischer Bühnen- und FilmschauspielerJohan Leysen (1950–2023)

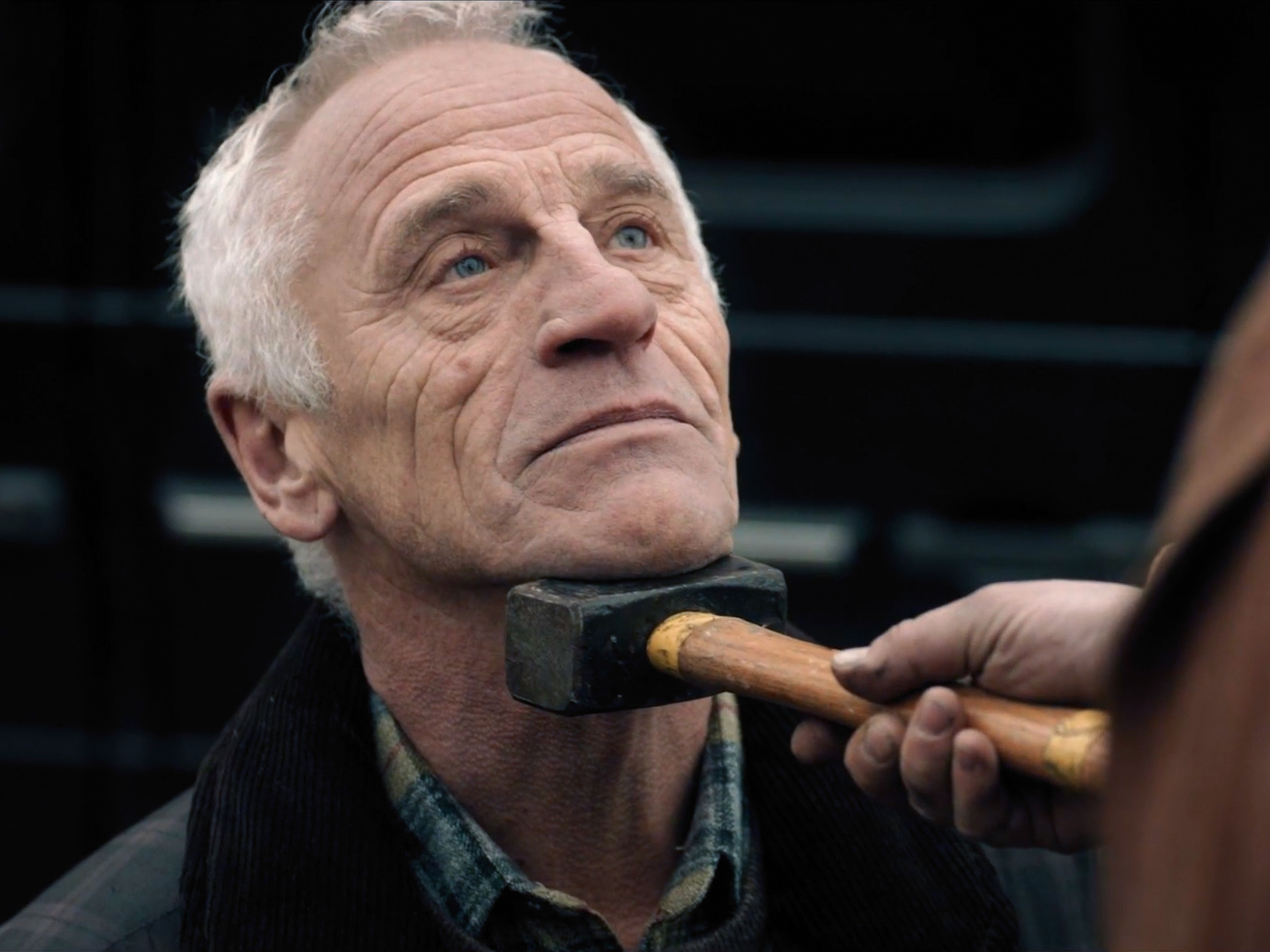
Johan Leysen (1950–2023)

- Leysen, Luc (1945–2020), belgischer Journalist
- Leysen, Senne (* 1996), belgischer Radrennfahrer
- Leyser Friedrich Wilhelm (1658–1720), deutscher Rechtswissenschaftler und Stadtsyndikus von Magdeburg
- Leyser, Augustin (1683–1752), deutscher Jurist
- Leyser, Caspar (1628–1699), Hofgerichts und Consistorialadvokat, Ratsherr und regierender Bürgermeister in Wittenberg
- Leyser, Christian (1624–1671), deutscher evangelischer Theologe, Superintendent und Philosoph
- Leyser, Ernst Ludwig (1896–1973), deutscher Politiker (NSDAP) und SS-Brigadeführer
- Leyser, Ernst von (1889–1962), deutscher General der Infanterie im Zweiten Weltkrieg, KriegsverbrecherErnst von Leyser (1889–1962)

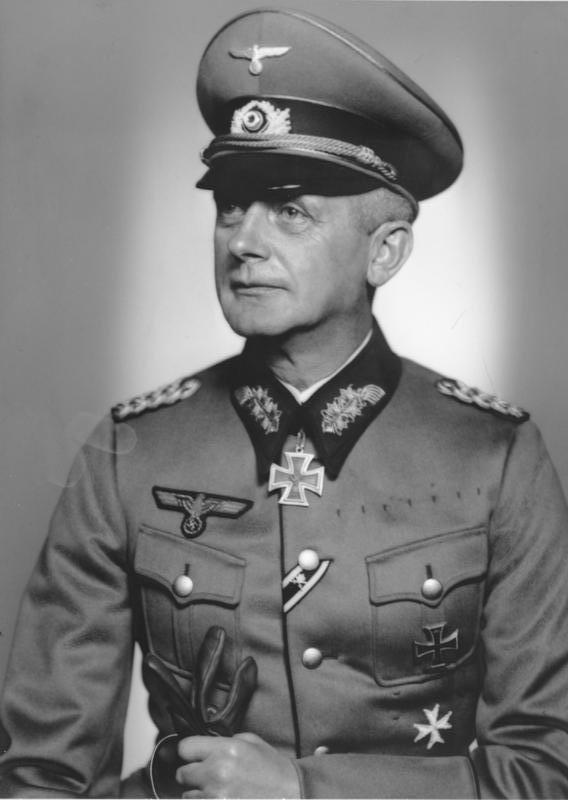
Ernst von Leyser (1889–1962)

- Leyser, Friedrich (1591–1645), deutscher evangelischer Theologe
- Leyser, Friedrich Wilhelm (1622–1691), deutscher evangelischer Theologe und Domprediger in Magdeburg
- Leyser, Georg Siegmund (1662–1708), deutscher Orgelbauer
- Leyser, Hans von (1855–1928), preußischer Generalleutnant
- Leyser, Hans-Georg (1896–1980), deutscher Offizier, zuletzt Generalmajor im Zweiten Weltkrieg
- Leyser, Jakob Anton (1830–1897), deutscher evangelischer Theologe und Schriftsteller
- Leyser, Johann (1631–1684), deutscher lutherischer Theologe
- Leyser, Karl (* 1868), deutscher Verwaltungsjurist und Bezirksoberamtmann
- Leyser, Karl (1920–1992), deutsch-britischer Mittelalterhistoriker
- Leyser, Kaspar († 1525), deutscher Bauer und Führer im deutschen Bauernkrieg
- Leyser, Michael (1626–1660), deutscher Mediziner und Anatom
- Leyser, Ottoline (* 1965), britische Botanikerin
- Leyser, Polykarp der Ältere (1552–1610), lutherischer Theologe
- Leyser, Polykarp Friedrich von (1724–1795), Leibarzt
- Leyser, Polykarp II. (1586–1633), deutscher lutherischer Theologe und Generalsuperintendent in Leipzig
- Leyser, Polykarp III. (1656–1725), deutscher evangelischer Theologe, Generalsuperintendent und Orientalist
- Leyser, Polykarp IV. (1690–1728), deutscher lutherischer Theologe, Philosoph, Mediziner, Jurist und Historiker
- Leyser, Wilhelm I. (1592–1649), deutscher lutherischer Theologe
- Leyser, Wilhelm II. (1628–1689), deutscher Jurist und Rechtswissenschaftler
- Leyser, Yony (* 1985), US-amerikanischer Filmregisseur
- Leyshon, Nell (* 1962), englische Dramatikerin und Autorin
- Leyshon, Wynford (* 1949), britischer Hürdenläufer und Sprinter
- Leysing, Piet (1885–1933), deutsch-niederländischer Landschafts- und Genremaler
- Leysner, Peter (1805–1880), preußischer Verwaltungsbeamter, Bürgermeister und Landrat
- Leyssen, Daan (* 1987), belgischer Snookerspieler
- Leysser, Friedrich Wilhelm von (1731–1815), deutscher Kriegs- und Domänenrat, Bergwerksdirektor und Botaniker
- Leyßer, Wilhelm Friedrich August von (1771–1842), sächsischer Generalleutnant und Politiker, erster Präsident der II. Kammer des Sächsischen Landtags
- Leyssin, Pierre-Louis de (1722–1801), französischer römisch-katholischer Erzbischof von Embrun
- Leyst, Ernst Gustav (1852–1918), russischer Geophysiker, Meteorologe und Hochschullehrer
- Leyster, Judith, niederländische Malerin des BarockJudith Leyster

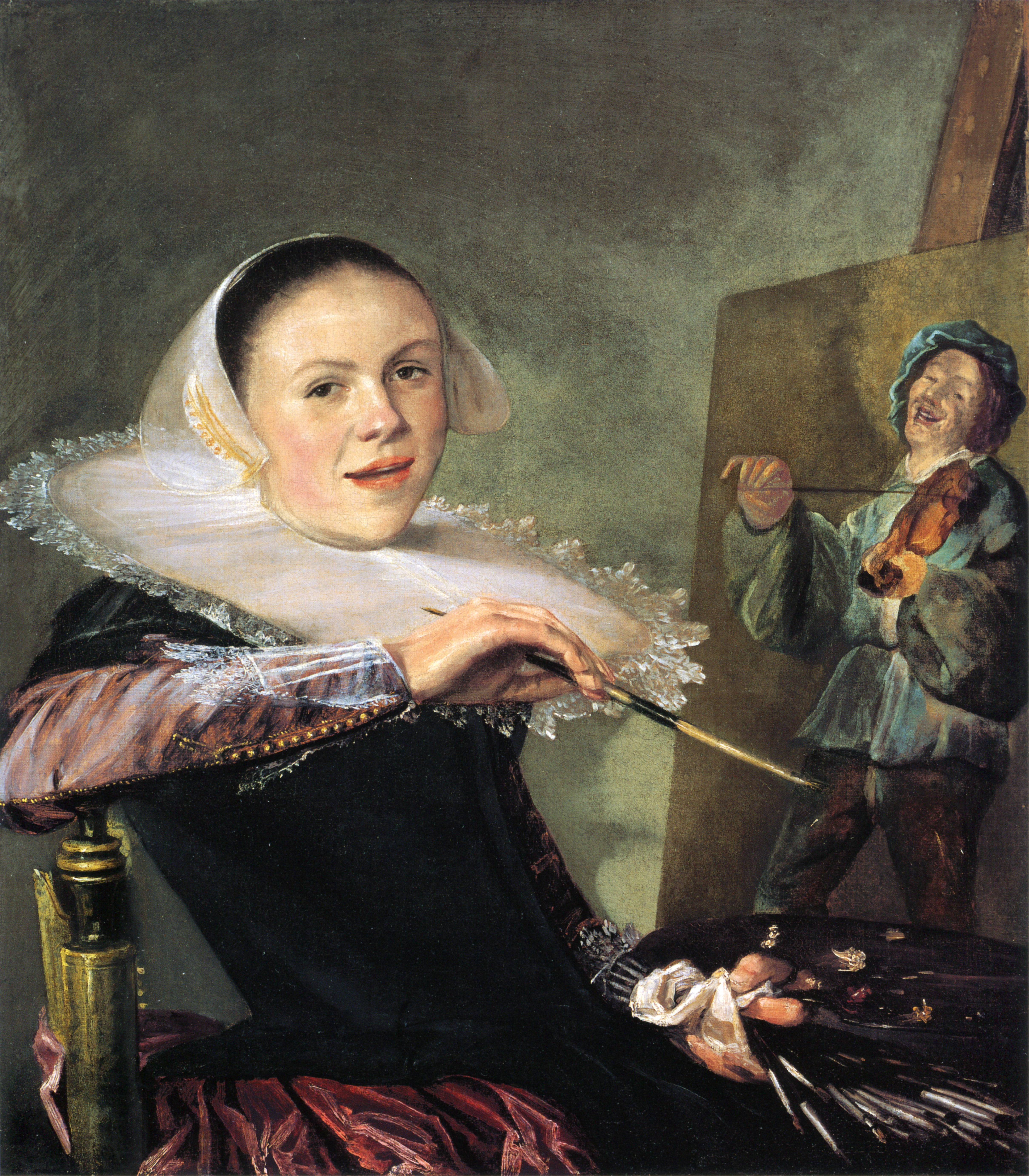
Judith Leyster

### Leyt
- Leyten, Johann von der († 1530), deutscher Maler und Fassmaler der nordalpinen Renaissance
- Leytens, Gysbrecht (* 1586), niederländischer Maler von Winterlandschaften
- Leytner, Nikolaus (* 1957), österreichischer Filmregisseur, Drehbuchautor
- Leyton, John (* 1939), englischer Sänger und Schauspieler
- Leyton, Richard (* 1987), chilenischer Fußballspieler

### Leyv
- Leyva y de la Cerda, Juan (* 1604), Vizekönig von Neuspanien
- Leyva, Alejandro (* 1980), mexikanischer Fußballspieler
- Leyva, Antonio de (1480–1536), spanischer Feldherr und Staatsmann
- Leyva, Danell (* 1991), US-amerikanischer Turner
- Leyva, Fátima (* 1980), mexikanische Fußballspielerin
- Leyva, Héctor (* 1965), salvadorianischer Schachspieler
- Leyva, Isidro (* 1999), spanischer Stabhochspringer
- Leyva, José Luis (* 1962), argentinischer Fußballspieler
- Leyva, Pío (1917–2006), kubanischer Musiker
- Leyva, Roberto Carlos (* 1979), mexikanischer Boxer im Strohgewicht
- Leyva, Selenis (* 1972), kubanisch-US-amerikanische SchauspielerinSelenis Leyva (* 1972)

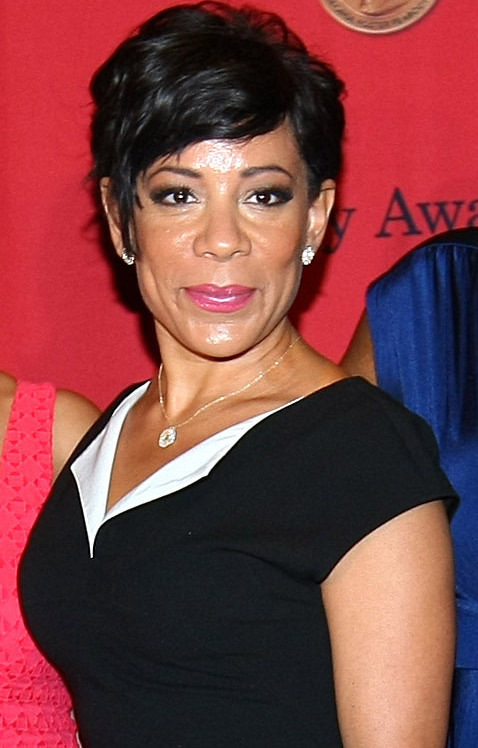
Selenis Leyva (* 1972)

- Leyvraz, Yvan (1954–1986), Schweizer Internationalist und Hilfswerkmitarbeiter in Nicaragua